# Los Albercones

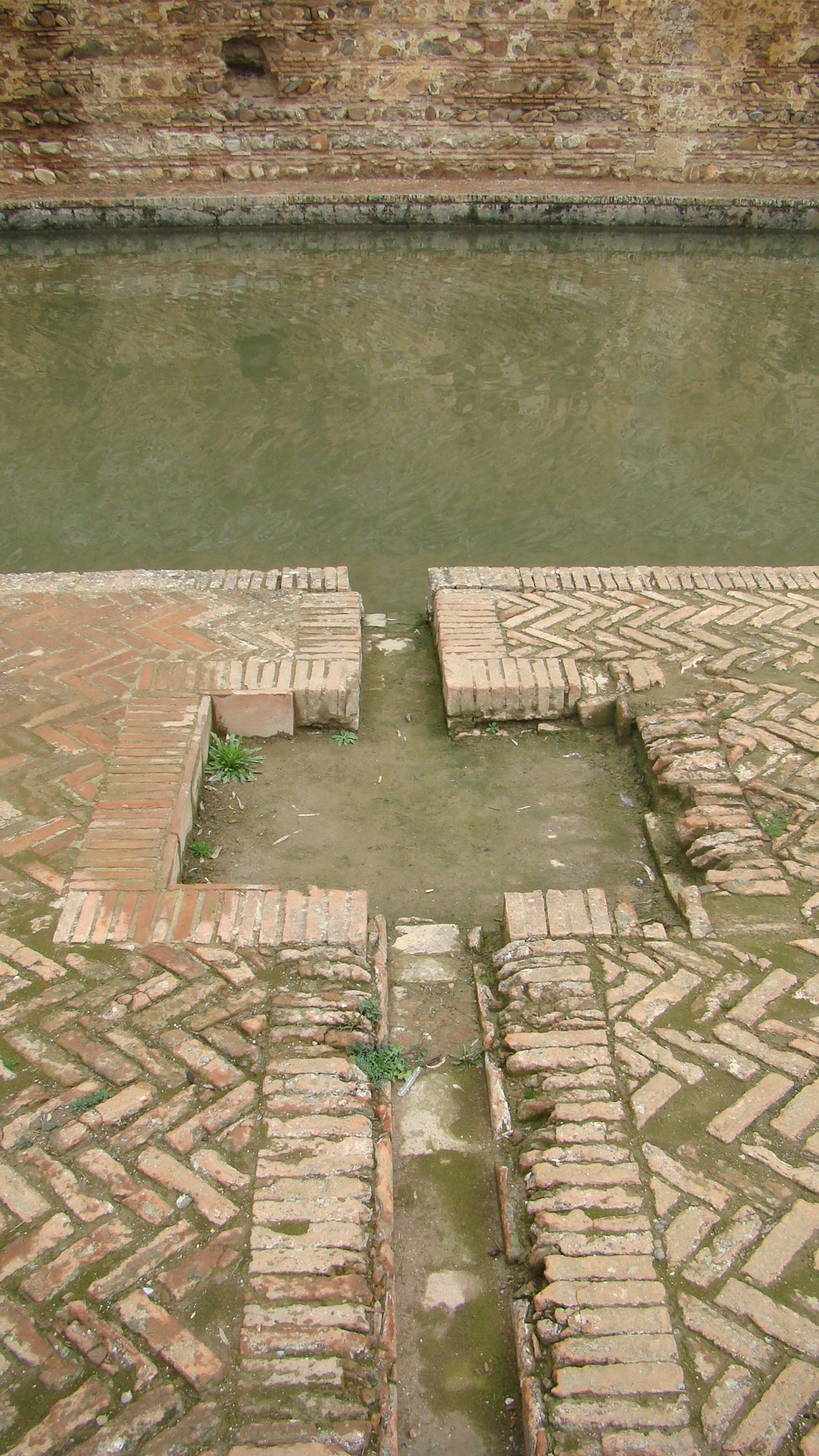
Canal de suministro al Albercón de las Damas

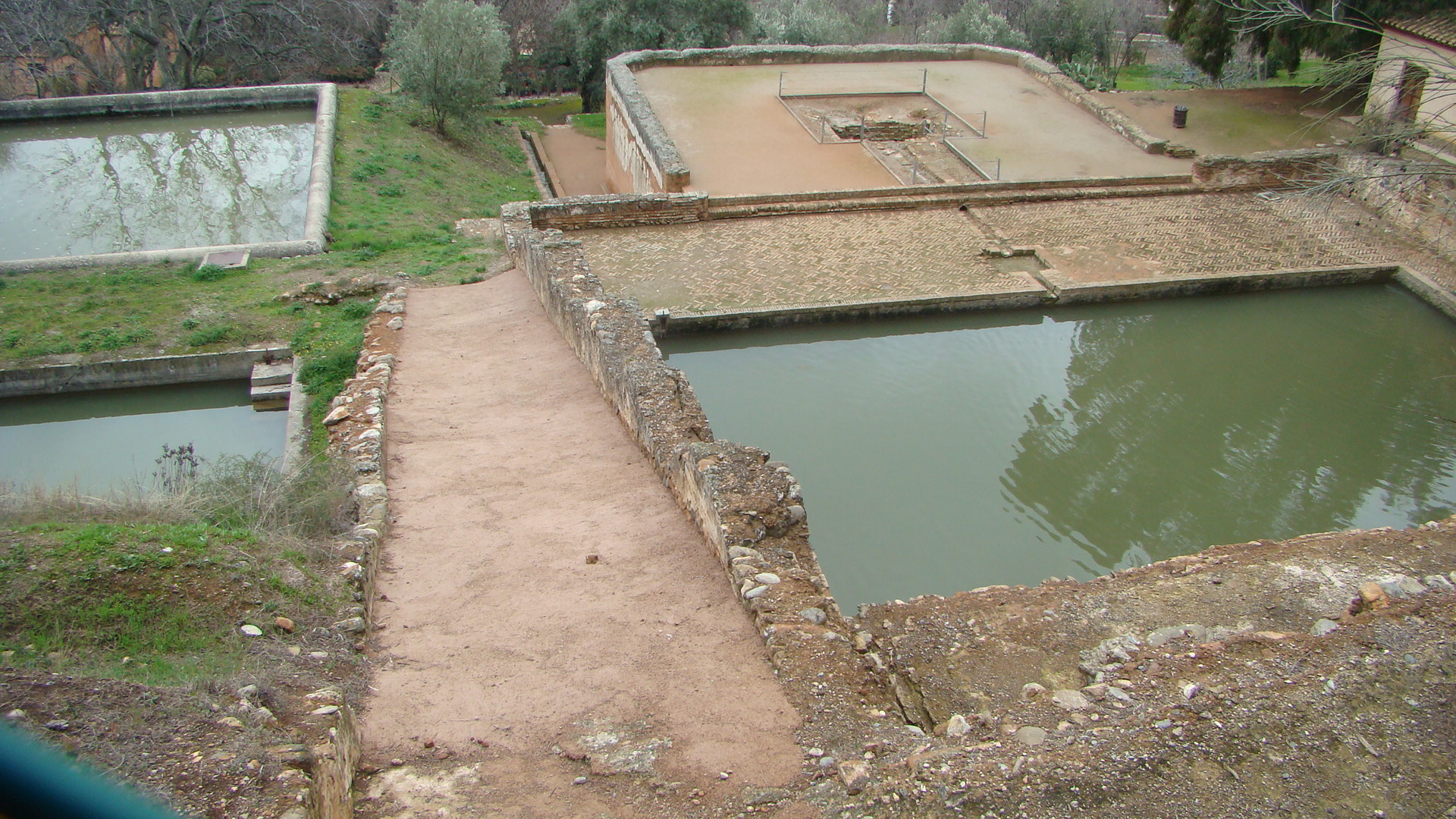
Vista general del ingenio, con la alberca nazarí, la torre y el pozo, a la derecha, y los dos estanques modernos a la izquierda

Los Albercones es el nombre con el que se conoce a un complejo hidráulico de época nazarí, situado en el Generalife, dentro del recinto de la Alhambra, en Granada. Junto con la Acequia Real y los Pozos Altos, conforma uno de los sistemas hidráulicos medievales más importantes de España.

## Descripción
El sistema está relacionado con la Acequia Real, que transporta el agua desde el río Darro, captada mediante una presa en el paraje de Jesús del Valle, hasta la ciudad palatina de la Alhambra. Consiste en una galería, un pozo, una noria y un gran albercón, situados junto a la acequia, una vez que esta ha abandonado el recinto del Palacio del Generalife. 
La galería está dispuesta de forma perpendicular a la acequia, excavada en la roca y reforzada con ladrillo en bóveda, con dos respiraderos. Esta galería transportaba el agua a un pozo de 17,40 metros de profundidad, situado bajo un torreón de tapial. Sobre el mismo, se situaba la noria, tirada por animales. Desde el pozo, sale un canal que desemboca en una alberca de gran tamaño (400 m³), que se conoce (al igual que el citado torreón) como Estanque de las Damas'.
El estanque está rodeado por un borde y pasillo de ladrillo, con muros perimetrales. En su parte este existe una construcción con terraza enlosada, a modo de mirador sobre el albercón. Se accede a ella por una escalera con arco de entrada, en muy mal estado de conservación.
La finalidad de este ingenio era el regadío de los cultivos situados en la zona más alta de la finca del Generalife, elevando el agua desde la cota de la acequia hasta el nivel superior de las huertas, y su construcción no está datada de forma específica, situándose en el siglo XIV. En el siglo XX el complejo fue ampliado, mediante la construcción de dos nuevos albercones situados junto al histórico, el primero y mayor de ellos en 1926, y el segundo en los años 1960, junto al torreón.